# 沃茨伯勒希爾斯 (紐約州)
沃茨伯勒希爾斯（英語：Wurtsboro Hills）是位於美國紐約州沙利文縣的普查規定居民點。

## 人口
根據2020年美國人口普查的數據，沃茨伯勒希爾斯的面積為3.08平方千米，當中陸地面積為3.07平方千米，而水域面積為0.01平方千米。當地共有人口867人，而人口密度為每平方千米281.49人。